# Albrecht Neubert
Albrecht Gotthold Neubert (3. března 1930 Hartenstein, Sasko – 1. června 2017 Lipsko) byl německý lingvista, translatolog a učitel angličtiny. Spolu s Gertem Jägerem a Ottou Kadem patřil k významným představitelům tzv. Lipské školy.

## Život a akademická dráha
Albrecht Neubert navštěvoval v letech 1936–1941 základní školu v Hartensteinu. V roce 1949 dokončil střední školu v německém Cvikově. Mezi lety 1949–1953 studoval anglistiku, romanistiku a germanistiku na Univerzitě Martina Luthera v Halle-Wittenbergu a na Lipské univerzitě. V roce 1955 zde obhájil svou disertační práci s názvem Die Entwicklung der „Erlebten Rede“ im bürgerlichen englischen Roman von Jane Austen bis Virginia Woolf (Vývoj „polopřímé řeči“ v měšťanském anglickém románu od Jane Austenové až po Virginii Woolfovou). V roce 1960 se pak habilitoval s prací Zur Kritik des semantischen Positivismus in den USA. Unter besonderer Berücksichtigung der „Allgemeinen Semantik“. Ein Beitrag zum Studium der Zusammenhänge zwischen Sprache und Gesellschaft (Ke kritice sémantického pozitivismu v USA se zvláštním zřetelem k „obecné sémantice“. Příspěvek k výzkumu souvislostí mezi jazykem a společností).
Na Lipské univerzitě pak působil po zbytek své akademické kariéry. Od roku 1960 zde přednášel o anglickém jazyce a literatuře. V roce 1962 byl jmenován řádným profesorem anglistiky a amerikanistiky. Téhož roku se stal vedoucím tamějšího Tlumočnického ústavu – po založení Sekce pro teoretickou a aplikovanou jazykovědu, k níž byl Tlumočnický ústav přičleněn, se ujal profesury anglicko-německé translatologie, kterou zastával až do roku 1995.
Mezi lety 1963–1989 předsedal odborné komisi pro vzdělávání tlumočníků při Státním sekretariátu pro vysoké a odborné školy NDR. V roce 1988 se stal zakládajícím členem a vedoucím pracovníkem Institutu pro aplikovanou lingvistiku při Kentské státní univerzitě, se kterým po zbytek svého života úzce spolupracoval.

## Dílo
Albrecht Neubert sehrál při rozvoji oboru translatologie významnou roli, zejména pak při vytváření programů pro vzdělávání překladatelů a tlumočníků na Lipské univerzitě. Ve své výzkumné činnosti se zaměřil především na pragmatické a textové aspekty překladu (viz například knihu Translation as Text, kterou napsal spolu s Gregory M. Shrevem a která se nadále hojně využívá při výuce překladu), zabýval se však i širšími aspekty translatologie. Jeho přínos pro teorii a praxi překladu ocenil německý Bundesverband der Dolmetscher und Übersetzer e.V. (Spolkový svaz tlumočníků a překladatelů) vydáním dvou sborníků jeho vybraných příspěvků.
Kromě anglistiky a translatologie patřily mezi jeho hlavní oblasti výzkumu rovněž sociolingvistika, pragmalingvistika, textová lingvistika, sémantika, lexikologie a lexikografie.
Byl rovněž i významným redaktorem – kromě odborných časopisů Zeitschrift für Anglistik und Amerikanistik a International Journal of Translation Studies Target redigoval i edici publikací Übersetzungswissenschaftliche Beiträge.

### Výběr z díla
- NEUBERT, Albrecht. Die Stilformen der „Erlebten Rede" im neueren englischen Roman. Halle: Niemeyer, 1957.
- NEUBERT, Albrecht. Semantischer Positivismus in den USA. Ein kritischer Beitrag zum Studium der Zusammenhänge zwischen Sprache und Gesellschaft. Halle: Niemeyer, 1962.
- NEUBERT, Albrecht. Englische Aussprache. Eine Einführung in die Phonetik des Englischen. Leipzig: Verlag Enzyklopädie, 1964.
- NEUBERT, Albrecht; HANSEN, Barbara; HANSEN, Klaus, et al. Englische Lexikologie. Einführung in Wortbildung und lexikalische Semantik. Leipzig: Verlag Enzyklopädie, 1982.
- NEUBERT, Albrecht. Text and Translation. Leipzig: Verlag Enzyklopädie, 1985. (Übersetzungswissenschaftliche Beiträge; sv. 8).
- NEUBERT, Albrecht; GRÖGER, Erika. Handwörterbuch Englisch – Deutsch. Leipzig: Verlag Enzyklopädie, 1988.
- NEUBERT, Albrecht; SHREVE, Gregory M. Translation as Text. Kent: Kent State University Press, 1992. Dostupné online.
- NEUBERT, Albrecht. Theoria cum Praxi. Theoretische Einsichten und praktische Ausblicke. Berlin: BDÜ Weiterbildungs- und Fachverlagsgesellschaft, 2006. (Schriften des BDÜ; sv. 15).
- NEUBERT, Albrecht. Aufsätze und Beiträge. Theoretische Einsichten und praktische Ausblicke. Berlin: BDÜ Weiterbildungs- und Fachverlagsgesellschaft, 2006. (Schriften des BDÜ; sv. 16).
- NEUBERT, Albrecht. Das unendliche Geschäft des Übersetzens. Stuttgart/Leipzig: Hirzel, 2007.